# تأليه الذات
تأليه الذات أو التأليه الذاتي (بعدة لغات: egotheism أو autotheism) هي تأليه أو عبادة الذات. استخدم منتقدو يوهان غُتليب فيشتة وَرَلف وَلدو إمرسون هذا المصطلح لتسمية فلسفتهم المتعالية. عبادة الذات (بعدة لغات: Autolatry) هو مرادف آخر استعمل لتسمية أفكار ماكس إشترنر.